# Jules Bordet
Jules Jean Baptiste Vincent Bordet (ur. 13 czerwca 1870 w Soignies, zm. 6 kwietnia 1961 w Brukseli) – belgijski mikrobiolog i immunolog, laureat Nagrody Nobla w 1919 roku.

## Życiorys
Studiował medycynę w Brukseli. Po uzyskaniu tytułu doktora medycyny (1892), w latach 1894–1901 pracował pod kierunkiem Ilji Miecznikowa w paryskim Instytucie Pasteura. Od 1901 roku kierował brukselską filią Instytutu Pasteura, a w latach 1907–1935 był profesorem uniwersytetu tamże.
Zajmował się odpornością. W 1895 roku w trakcie obserwacji rozpadu komórek bakteryjnych w surowicy odpornościowej zauważył, że proces ten jest uwarunkowany współdziałaniem dwóch substancji, później określonych mianem dwuchwytnika (amboceptora) i dopełniacza (komplementu). Opracował w 1901 roku metodę tzw. odchylania dopełniacza, mającą duże znaczenie w rozpoznawaniu niektórych chorób (m.in. kiły). W 1906 roku odkrył i opisał pałeczki krztuśca (wspólnie z Octave Gengou) – dla uczczenia tego odkrycia pałeczki krztuśca nazwano Bordetella pertussis. Stworzył szczepionkę przeciwko krztuścowi. Wyodrębnił także liczne bakterie chorobotwórcze.
Za odkrycia w dziedzinie odporności został uhonorowany Nagrodą Nobla w 1919 roku.
Autor m.in. Traite de l’immunite dans les maladies infectieuses (1920).
Odznaczony Wielkim Krzyżem Orderu Korony (Belgia) (1930), Wielką Wstęgą Orderu Leopolda (Belgia) (1937) i Krzyżem Wielkim Legii Honorowej (1938). Doktor honoris causa uniwersytetów w Cambridge, Paryżu, Strasburgu, Tuluzie, Edynburgu, Nancy, Caen, Montpellier, Kairze, Atenach i Quebecu. Członek m.in. Académie royale de médecine de Belgique, Royal Society w Londynie, Royal Society of Edinburgh, Académie nationale de médecine, National Academy of Sciences.